# Каменське міське поселення
Ка́менське міське поселення (рос. Каменское городское поселение) — міське поселення у складі Каменського району Алтайського краю Росії.
Адміністративний центр — місто Камень-на-Обі.

## Населення
Населення — 41355 осіб (2019; 44648 в 2010, 45250 у 2002).

## Склад
До складу міського поселення входять:
| Населений пункт      | Населення, осіб (2002) | Населення, осіб (2010) |
| -------------------- | ---------------------- | ---------------------- |
| Камень-на-Обі, місто | 44375                  | 43888                  |
| Плотинна, селище     | 875                    | 760                    |